# Список вулиць Харкова (Р)
| Назва               | Тип   | Довжина, м | Колишні назви                                                 | Район(и)                        | Місцевість                           |
| ------------------- | ----- | ---------- | ------------------------------------------------------------- | ------------------------------- | ------------------------------------ |
| Радіотехнічна       | вул.  | 1210       |                                                               | Новобаварський                  | Липовий Гай                          |
| 1-й Радіотехнічний  | пров. | 260        |                                                               | Новобаварський                  | Липовий Гай                          |
| 2-й Радіотехнічний  | пров. | 250        |                                                               | Новобаварський                  | Липовий Гай                          |
| Раднянська          | вул.  | 410        | Радянська                                                     | Новобаварський                  | Новоселівка                          |
| Раднянський         | в-д   | 45         | Радянський                                                    | Новобаварський                  | Новоселівка                          |
| Радужна             | вул.  |            |                                                               | Київський                       |                                      |
| Раєвської           | вул.  | 760        | Олени Стасової                                                | Київський                       | Тюрінка                              |
| Райгородська        | вул.  | 1100       |                                                               | Новобаварський                  | Перемога                             |
| Райгородський       | пров. | 270        |                                                               | Новобаварський                  | Перемога                             |
| 1-й Райгородський   | пров. | 170        |                                                               | Новобаварський                  | Перемога                             |
| 1-й Райгородський   | пр-д  |            |                                                               | Новобаварський                  |                                      |
| 2-й Райгородський   | пров. | 175        |                                                               | Новобаварський                  | Перемога                             |
| Райрадівський       | пров. | 310        |                                                               | Новобаварський                  |                                      |
| Ранковий            | пров. | 220        | Харківський провулок, вулиця Скрябіна, Більшовицький провулок | Новобаварський                  | Хвилинка                             |
| Реєстраторська      | вул.  | 410        |                                                               | Новобаварський                  | Москалівка                           |
| Реєстровців         | в-д   | 80         | Першого Травня                                                | Основ'янський                   | Жихор                                |
| Резервна            | вул.  | 420        |                                                               | Основ'янський                   | Мереф'янка                           |
| Резервний           | пров. | 175        |                                                               | Основ'янський                   | Мереф'янка                           |
| Рекордний           | пров. | 175        |                                                               | Слобідський                     | Селище ім. Герцена                   |
| Рекреаційна         | вул.  | 210        | Олександрівська, Амурська, Нижньо-Амурська, Макаренка         | Шевченківський                  | Сокільники                           |
| Рельєфна            | вул.  | 545        |                                                               | Холодногірський                 |                                      |
| Ремісницький        | пров. | 500        |                                                               | Основ'янський                   | Основа                               |
| Республіканська     | вул.  | 340        | Комуни                                                        | Немишлянський                   | Немишля                              |
| Решетєєва           | вул.  | 240        |                                                               | Київський                       | Велика Данилівка                     |
| Решетниківський     | пров. | 585        |                                                               | Слобідський                     |                                      |
| Решетькінський      | в-д   |            |                                                               | Київський                       |                                      |
| Решетькінська       | вул.  |            |                                                               | Київський                       |                                      |
| Решетькінський      | пров. |            |                                                               | Київський                       |                                      |
| Рєдіна              | вул.  | 1130       | Комсомольська                                                 | Основ'янський                   | Качанівка, Верещаківка, Добрі Бджоли |
| Рєпіна              | вул.  | 760        |                                                               | Новобаварський                  | Нова Баварія                         |
| Рєпінський          | пров. | 115        |                                                               | Основ'янський                   | Заїківка                             |
| Ржепішевського      | вул.  |            |                                                               | Слобідський                     |                                      |
| Рибальська          | вул.  | 230        | Пушкіна                                                       | Київський                       | Велика Данилівка                     |
| Рибасівська         | вул.  | 570        |                                                               | Основ'янський                   | Москалівка                           |
| Рибасівський        | в-д   | 200        |                                                               | Основ'янський                   | Москалівка                           |
| Рибасівський        | пров. | 310        |                                                               | Основ'янський                   | Москалівка                           |
| Рибний              | м-н   |            |                                                               | Основ'янський                   | Центр, Поділ                         |
| Рижівська           | вул.  | 395        | Куйбишева                                                     | Салтівський                     | Захарків                             |
| Рижівський          | пров. | 330        | Куйбишева                                                     | Салтівський                     | Захарків                             |
| Ризький             | пров. | 580        |                                                               | Основ'янський                   | Основа                               |
| Риківська           | вул.  | 310        |                                                               | Холодногірський                 |                                      |
| Риківський          | в-д   | 130        |                                                               | Холодногірський                 |                                      |
| Рилєєва             | вул.  | 1030       |                                                               | Холодногірський                 | Залізничний вокзал                   |
| Рилєєва             | пров. | 230        |                                                               | Новобаварський                  | Карпівка                             |
| Римарська           | вул.  | 655        |                                                               | Шевченківський                  | Центр                                |
| Рівний              | пров. | 140        |                                                               | Шевченківський                  | Піски, Панасівка                     |
| Різдвяна            | вул.  | 670        | Енгельса                                                      | Холодногірський, Новобаварський | Залопань, Конторська                 |
| Різниківський       | пров. | 145        |                                                               | Холодногірський                 | Панасівка                            |
| Річицький           | пров. | 330        |                                                               | Немишлянський                   | Немишля                              |
| Річкова             | вул.  | 715        |                                                               | Київський                       | Велика Данилівка                     |
| Річковий            | пров. | 250        |                                                               | Шевченківський                  | Павлівка, Піски                      |
| Ріякінська          | вул.  |            |                                                               | Індустріальний                  | Заїки                                |
| Робітничий          | пров. | 120        | Робкорівський                                                 | Новобаварський                  | Холодна Гора                         |
| Ровеньківський      | пров. | 320        | Москвіна                                                      | Холодногірський                 |                                      |
| Роганська           | вул.  | 5760       |                                                               | Індустріальний                  | ХТЗ, Східний, Рогань                 |
| Роганський          | пров. | 415        |                                                               | Індустріальний                  | Східний                              |
| Роганський          | туп.  | 80         |                                                               | Індустріальний                  | Східний                              |
| Роганський          | пр-д  | 590        |                                                               | Індустріальний                  | Східний                              |
| Рогантинська Левада | вул.  |            |                                                               | Шевченківський                  |                                      |
| Рогатинський        | пров. | 315        |                                                               | Шевченківський                  | Клочківка                            |
| Рогатинський        | пр-д  | 400        |                                                               | Шевченківський                  | Клочківка, Піски                     |
| Рогозова            | вул.  |            |                                                               | Київський                       | Велика Данилівка                     |
| 1-й Рогозовий       | пров. |            |                                                               | Київський                       | Велика Данилівка                     |
| 2-й Рогозовий       | пров. |            |                                                               | Київський                       | Велика Данилівка                     |
| Рогозовий           | пр-д  |            |                                                               | Київський                       | Велика Данилівка                     |
| Родини Кенігів      | вул.  | 460        | Новочеркаська                                                 | Холодногірський                 | Залютине                             |
| Родини Ковалевських | вул.  | 720        | Єрмаківська                                                   | Основ'янський                   | Качанівка, Верещаківка               |
| Родючий             | в-д   | 50         | Докучаєва                                                     | Холодногірський                 | Залютине                             |
| Роздільський        | пров. | 305        |                                                               | Новобаварський                  | Новоселівка                          |
| Роз'їзний           | пров. | 330        | Вулиця Юного Ленінця                                          | Основ'янський                   | Заїківка, Левада                     |
| Розторгуївський     | пров. |            |                                                               | Новобаварський                  |                                      |
| Рокитна             | вул.  |            |                                                               | Немишлянський                   |                                      |
| Романовичівська     | вул.  |            |                                                               | Київський                       | Селище Жуковського                   |
| Романовичівський    | пров. |            |                                                               | Київський                       | Селище Жуковського                   |
| Романтична          | наб.  | 630        | Пулковська                                                    | Немишлянський                   | Немишля, Стара Салтівка              |
| Роменська           | вул.  | 540        |                                                               | Київський                       | Шишківка                             |
| Роменський          | пров. | 340        |                                                               | Київський                       | Шишківка                             |
| 1-й Роменський      | в-д   | 340        |                                                               | Київський                       | Шишківка                             |
| 2-й Роменський      | в-д   | 250        |                                                               | Київський                       | Шишківка                             |
| Росистий            | пров. |            | Тагільський                                                   | Слобідський                     |                                      |
| Ростовське          | шосе  |            |                                                               | Індустріальний                  |                                      |
| Росяний             | пров. |            |                                                               | Основ'янський                   |                                      |
| Ротний              | пров. | 200        |                                                               | Новобаварський                  | Москалівка                           |
| Рохманівський       | пров. | 225        |                                                               | Холодногірський                 | Гиївка                               |
| Рубанівська         | вул.  | 410        |                                                               | Новобаварський                  | Холодна Гора                         |
| Рубанівський        | пров. | 110        | Свердлова                                                     | Новобаварський                  | Гончарівкаа                          |
| Рубежанський        | пров. | 340        |                                                               | Салтівський                     | Стара Салтівка, Ахієзерів            |
| Рудаківська         | вул.  | 380        |                                                               | Шевченківський                  | Павлівка                             |
| Руденка             | вул.  | 930        |                                                               | Новобаварський                  | Лідне                                |
| Руденка             | пров. | 200        |                                                               | Новобаварський                  | Лідне                                |
| Рудика              | вул.  | 660        |                                                               | Київський                       | Шишківка, Помірки                    |
| Рудинська           | вул.  | 280        |                                                               | Салтівський                     | Рашкіна Дача                         |
| Рудникова           | вул.  | 405        |                                                               | Основ'янський                   | Силікатний, Основа                   |
| Рудниковий          | в-д   | 260        |                                                               | Основ'янський                   | Силікатний, Основа                   |
| 1-й Рудниковий      | пров. | 170        |                                                               | Основ'янський                   | Силікатний, Основа                   |
| 2-й Рудниковий      | пров. | 175        |                                                               | Основ'янський                   | Силікатний, Основа                   |
| 3-й Рудниковий      | пров. | 340        |                                                               | Основ'янський                   | Силікатний, Основа                   |
| Румянцівська        | вул.  |            |                                                               | Індустріальний                  |                                      |
| Румянцівський       | пров. |            |                                                               | Індустріальний                  |                                      |
| Руслана Плоходька   | вул.  | 740        | Роберта Ейдемана                                              | Салтівський                     | Салтівка, 602 м/р-н                  |
| Руставелі           | вул.  | 1100       |                                                               | Основ'янський                   | Захарків                             |
| Руставелі           | пров. | 380        |                                                               | Основ'янський                   | Захарків                             |